# Gauthier Fără de Avere
Walter Sans Avoir (în limba franceză Gauthier Sans-Avoir) (d. 21 octombrie 1096), originar din Boissy-sans-Avoir, în provincia Île-de-France, a fost un apropiat al lui Petru Pustnicul (Eremitul), pe care l-a secundat pe parcursul cruciadei săracilor din cadrul fazei de început a Primei cruciade. Lăsând în urmă grosul armatelor de cruciați (constituit din cavaleri), Gauthier i-a condus pe cei aflați în subordinea sa (în majoritate covârșitoare membrii ai sărăcimii, lipsiți de valoare militară) prin Germania, Ungaria și Bulgaria (pe atunci, provincie din Bizanț, separându-și trupele de cele conduse de Petru Pustnicul. În vreme ce acestea din urmă au străbătut Germania și Ungaria fără incidente, partizanii lui Gauthier au prădat regiunea din jurul Belgradului, atrăgând represiuni asupra lor din partea localnicilor. Din acest punct, și-au continuat drumul către Constantinopol sub escorta trupelor bizantine.
Gauthier și Petru Pustnicul și-au reunit forțele la Constantinopol, de unde împăratul bizantin Alexios I Comnen le-a asigurat transportul naval peste Bosfor. În pofida îndemnurilor lui Petru (ca și ale lui Alexios) de a fi prevăzători, acest prim val al cruciaților a intrat direct în luptă contra turcilor selgiucizi din Asia Mică fără nicio respectare a vreunei reguli militare, drept pentru care, în ciuda numărului lor ridicat, au fost rapid înfrânți și masacrați de către musulmani, conduși de sultanul selgiucid Kilidj Arslan. Petru Pustnicul a reușit să se întoarcă la Constantinopol, însă Gauthier a căzut în timpul confruntării, fiind străpuns simultan de șapte săgeți.